# Municipio de Lake Marshall
El municipio de Lake Marshall (en inglés: Lake Marshall Township) es un municipio ubicado en el condado de Lyon en el estado estadounidense de Minnesota. En el año 2010 tenía una población de 568 habitantes y una densidad poblacional de 7,66 personas por km².

## Geografía
El municipio de Lake Marshall se encuentra ubicado en las coordenadas 44°24′11″N 95°46′15″O / 44.40306, -95.77083. Según la Oficina del Censo de los Estados Unidos, el municipio tiene una superficie total de 74.17 km², de la cual 73,16 km² corresponden a tierra firme y (1,37 %) 1,01 km² es agua.

## Demografía
Según el censo de 2010, había 568 personas residiendo en el municipio de Lake Marshall. La densidad de población era de 7,66 hab./km². De los 568 habitantes, el municipio de Lake Marshall estaba compuesto por el 94,89 % blancos, el 0,88 % eran afroamericanos, el 0,18 % eran amerindios, el 1,76 % eran asiáticos, el 0,7 % eran de otras razas y el 1,58 % eran de una mezcla de razas. Del total de la población el 2,82 % eran hispanos o latinos de cualquier raza.